# Microbisium zariquieyi
Microbisium zariquieyi är en spindeldjursart som först beskrevs av Luisa Eugenia Navas 1919.  Microbisium zariquieyi ingår i släktet Microbisium och familjen helplåtklokrypare. Inga underarter finns listade i Catalogue of Life.